# 八戸市立多賀小学校
八戸市立多賀小学校（はちのへしりつ たがしょうがっこう）は、青森県八戸市大字市川町にある公立小学校。

## 概要
- 本校は、概ね八戸市の旧市川村域を学区とする。

## 沿革
- 1875年（明治8年）10月29日 - 市川小学として開校。
- 1876年（明治9年）5月 - 市川村橋向に新校舎新築移転。
- 1886年（明治19年）1月 - 市川村市川に校舎を新築。多賀小学に改称。
- 1887年（明治20年） - 多賀尋常小学校に改称。
- 1902年（明治35年）4月 - 高等小学校を併置し、多賀尋常高等小学校に改称。
- 1939年（昭和14年）3月9日 - 火災により、校舎全焼。
- 1944年（昭和16年）
  - 1月21日 - 市川村古館32-1に新校舎新築移転。
  - 4月1日 - 国民学校令により、多賀国民学校に改称。
- 1947年（昭和22年）4月1日 - 新学制制度発足により、市川村立多賀小学校に改称。同日から多賀中学校（1951年（昭和26年）4月1日に「市川中学校」に改称）を併置し、高等科生を中学校に移籍。
- 1951年（昭和26年）9月 - 市川中学校校舎新築移転。
- 1955年（昭和30年）3月1日 - 市川村が八戸市に合併されたことにより、八戸市立多賀小学校に改称。
- 1969年（昭和44年）7月11日 - 防音校舎完成。
- 1970年（昭和45年）8月18日 - プール施設完成。
- 1971年（昭和46年）3月10日 - 校歌制定。
- 1975年（昭和50年）
  - 7月 - 校旗を新調。
  - 11月2日- 創立100周年記念式典。
- 1978年（昭和53年）1月24日 - 校庭に仮設リンク完成。
- 1981年（昭和56年）
  - 7月15日 - プール防風施設完成。
  - 8月7日 - 校庭に土俵完成。
- 1985年（昭和60年）2月22日 - 創立110周年・体育館落成記念式典。
- 1995年（平成7年）11月22日 - 創立120周年記念式典（全校記念写真・航空写真）。
- 2005年（平成17年）
  - 6月9日 - 創立130周年・プールハウス完成。
  - 9月 - 正面玄関風除室完成。
  - 12月1日 - 創立130周年記念式典。
- 2008年（平成20年）7月3日 - 校庭に鉄棒設置。
- 2009年（平成21年）
  - 4月4日 - 校庭に砂場設置。
  - 6月25日 - 校庭バックネット補修
- 2011年（平成23年）
  - 3月11日 - 東日本大震災の津波により校庭等が冠水する被害を受ける。
  - 3月17日 - 耐震化工事終了。
- 2013年（平成25年）6月19日 - 第1回大津波対応校外避難訓練実施。
- 2014年（平成26年）6月6日 - 校庭の砂場改修。

## 学区
- 市川上・市川下・中平・古館・大谷地・橋向北・橋向南

## 周辺
- 社会福祉法人多賀福祉会浜市川保育園 - 進学前保育園のひとつ。
- 橋向公園
- 五戸川

## アクセス
- 八戸市営バス
  - 「浜市川」バス停から、徒歩約480m・約7分。
  - 「下大谷地」バス停から、徒歩約505m・約8分。
- 青い森鉄道陸奥市川駅から、車で約3.8km・約8分。
- 八戸自動車道八戸北ICから、車で約5.1km・約8分。

## 参考資料
- 『青森県教育史 別巻』（青森県教育委員会・1973年12月20日発行）「学校沿革 小学校」725頁「多賀小学校」